# USS LST-904
O USS LST-904 foi um navio de guerra norte-americano da classe LST que operou durante a Segunda Guerra Mundial.